# Ruginoasa (Neamț)
Ruginoasa è un comune della Romania di 1 993 abitanti, ubicato nel distretto di Neamț, nella regione storica della Moldavia. 
Il comune è formato dall'unione di 2 villaggi: Bozienii de Sus e Ruginoasa.